# Damernas spelartrupper i landhockey vid olympiska sommarspelen 2000
Damernas spelartrupper i landhockey vid olympiska sommarspelen 2000 bestod av tio nationer.

## Grupp A

### Argentina
Coach: Sergio Vigil

1. Mariela Antoniska (GK)
2. Soledad García
3. Magdalena Aicega
4. María Paz Ferrari
5. Anabel Gambero
6. Ayelén Stepnik
7. Inés Arrondo
8. Luciana Aymar
9. Vanina Oneto
10. Jorgelina Rimoldi
11. Karina Masotta (c)
12. Paola Vukojicic (GK)
13. Laura Maiztegui
14. Mercedes Margalot
15. María de la Paz Hernández
16. Cecilia Rognoni

### Australien
Coach: Robert Haigh

1. Alyson Annan
2. Juliet Haslam
3. Alison Peek
4. Claire Mitchell-Taverner
5. Kate Starre
6. Kate Allen
7. Lisa Carruthers
8. Rechelle Hawkes
9. Clover Maitland (GK)
10. Rachel Imison (GK)
11. Angie Skirving
12. Julie Towers
13. Renita Garard
14. Jenny Morris
15. Katrina Powell
16. Nikki Hudson

### Storbritannien
Coach: Chris Spice

1. Carolyn Reid (GK)
2. Hilary Rose (GK)
3. Kirsty Bowden
4. Jane Smith
5. Melanie Clewlow
6. Christina Cullen
7. Kathryn Johnson
8. Lucilla Wright
9. Jane Sixsmith
10. Rhona Simpson
11. Denise Marston-Smith
12. Helen Richardson
13. Fiona Greenham
14. Pauline Stott (c)
15. Kate Walsh
16. Mandy Nicholson

### Sydkorea
Coach: Park Shin

1. Park Yong-Sook (GK)
2. Lee Sun-Hwa
3. Kim Eun-Jin
4. Kim Mi-Hyun
5. Shin Mi-Kyung
6. Bang Jin-Hyuk
7. Kim Seong-Eun
8. Kim Soo-Jung
9. Oh Seung-Shin
10. Kim Myung-Ok (c)
11. Lee Eun-Young
12. Jung Hang-Joo (GK)
13. Park Eun-Kyung
14. Cho Bo-Ra
15. Yoo Hee-Joo
16. Oh Ko-Woon

### Spanien
Coach: Marc Lammers

1. Elena Carrión (GK)
2. Nuria Moreno
3. Amanda González
4. María Carmen Barea
5. Sonia de Ignacio (c)
6. María del Carmen Martín
7. Sonia Barrio
8. Silvia Muñoz
9. Lucía López
10. María del Mar Feito
11. Maider Tellería
12. Elena Urkizu
13. Begoña Larzabal
14. Erdoitza Goikoetxea
15. Cibeles Romero (GK)
16. Núria Camón

## Grupp B

### Kina
Coach: Kim Chang

1. Nie Yali (GK)
2. Long Fengyu (c)
3. Yang Hongbing
4. Liu Lijie
5. Cheng Hui
6. Shen Lihong
7. Huang Junxia
8. Yang Huiping
9. Yu Yali
10. Tang Chunling
11. Zhou Wanfeng
12. Hou Xiaolan
13. Ding Hongping (GK)
14. Cai Xuemei
15. Chen Zhaoxia
16. Wang Jiuyan

### Tyskland
Coach: Berthold Rauth

1. Julia Zwehl (GK)
2. Birgit Beyer
3. Denise Klecker
4. Tanja Dickenscheid
5. Nadine Ernsting-Krienke
6. Inga Möller
7. Natascha Keller
8. Friederike Barth
9. Britta Becker
10. Marion Rodewald
11. Heike Lätzsch
12. Katrin Kauschke (c)
13. Simone Grässer
14. Fanny Rinne
15. Caroline Casaretto
16. Franziska Gude

### Nederländerna
Coach: Tom van 't Hek

1. Clarinda Sinnige (GK)
2. Macha van der Vaart
3. Julie Deiters
4. Fatima Moreira de Melo
5. Hanneke Smabers
6. Dillianne van den Boogaard (c)
7. Margje Teeuwen
8. Mijntje Donners
9. Ageeth Boomgaardt
10. Myrna Veenstra
11. Minke Smabers
12. Carole Thate (c)
13. Fleur van de Kieft
14. Suzan van der Wielen
15. Minke Booij
16. Daphne Touw (GK)

### Nya Zeeland
Coach: Jan Borren

1. Skippy Hamahona
2. Moira Senior
3. Kylie Foy (c)
4. Sandy Bennett
5. Diana Weavers
6. Rachel Petrie
7. Anna Lawrence
8. Jenny Duck
9. Kate Trolove
10. Michelle Turner
11. Mandy Smith
12. Suzie Pearce
13. Anne-Marie Irving (GK)
14. Helen Clarke (GK)
15. Caryn Paewai
16. Tina Bell-Kake

### Sydafrika
Coach: Gene Muller

1. Paola Vidulich (GK)
2. Inke van Wyk (GK)
3. Jacqueline Geyser
4. Carina van Zyl
5. Anli Kotze
6. Michele MacNaughton
7. Karen Roberts (c)
8. Lindsey Carlisle
9. Karen Symons
10. Kerry Bee
11. Pietie Coetzee
12. Alison Dare
13. Luntu Ntloko
14. Marilyn Agliotti
15. Caryn Bentley
16. Susan Wessels